# África Brasil
Az Africa Brasil egy 1976-os  Jorge Ben Jor album. Szerepel az 1001 lemez, amit hallanod kell, mielőtt meghalsz című könyvben.

## Az album dalai
|     | Cím                                   | Szerző(k) | Hossz |
| --- | ------------------------------------- | --------- | ----- |
| 1.  | Ponta de Lança Africano (Umbabarauma) | Jorge Ben | 3:52  |
| 2.  | Hermes Trismegisto Escreveu           | Jorge Ben | 3:02  |
| 3.  | O Filósofo                            | Jorge Ben | 3:27  |
| 4.  | Meus Filhos, Meu Tesouro              | Jorge Ben | 3:53  |
| 5.  | O Plebeu                              | Jorge Ben | 3:07  |
| 6.  | Taj Mahal                             | Jorge Ben | 3:09  |
| 7.  | Xica da Silva                         | Jorge Ben | 4:05  |
| 8.  | A História de Jorge                   | Jorge Ben | 3:49  |
| 9.  | Camisa 10 da Gávea                    | Jorge Ben | 4:04  |
| 10. | Cavaleiro do Cavalo Imaculado         | Jorge Ben | 4:46  |
| 11. | África Brasil (Zumbi)                 | Jorge Ben | 3:47  |